# Livsmedelslagstiftning
Med livsmedelslagstiftning menas de lagar som är stiftade för att reglera vilka livsmedel som är tillåtna samt att säkerställa att de tillverkas, hanteras och säljs på rätt sätt, detta för konsumentens säkerhet.
Livsmedelslagstiftningar omfattar ej läkemedel då dessa regleras av egna lagar. Dessa lagar omfattar bland annat livsmedelstillsatser, regler om hur mat ska förvaras samt hur höga halter av bekämpningsmedel som förekommer som spår i färdiga produkter. Inga livsmedel får vara bevisat farliga. De flesta länder har egna livsmedelslagstiftningar men många har även gemensamma, exempelvis länderna inom EU, som alla i princip följer samma regler, med några få undantag.